# Anneau cohérent
La notion d'anneau cohérent est plus faible que celle d'anneau noethérien. Les anneaux cohérents jouissent néanmoins de remarquables propriétés, qu'on peut résumer en disant que sur de tels anneaux, les modules de présentation finie forment une sous-catégorie abélienne pleine de la catégorie des modules (tandis que sur un anneau noethérien, cela est vrai même pour les modules de type fini). On définit également la notion de faisceau cohérent (en) d'anneaux sur un espace topologique.

## Anneaux cohérents

### Définitions
- Soit {\displaystyle R} un anneau et {\displaystyle M} un {\displaystyle R}-module. Il existe des modules libres {\displaystyle L_{1}} et {\displaystyle L_{0}} pour lesquels on a une suite exacte

{\displaystyle L_{1}\longrightarrow L_{0}\longrightarrow M\longrightarrow 0}
qui est appelée une présentation de {\displaystyle M}. Le module {\displaystyle M} est de type fini si {\displaystyle L_{0}} est de type fini, et il est dit de présentation finie si {\displaystyle L_{0}} et {\displaystyle L_{1}} sont tous deux de type fini.
- Un {\displaystyle R}-module {\displaystyle M} est dit cohérent s'il est de type fini et si tout sous-module de type fini de {\displaystyle M} est de présentation finie.

- Un anneau {\displaystyle R} est dit cohérent à gauche si tout idéal à gauche de {\displaystyle R} de type fini est de présentation finie. On définit de même un anneau cohérent à droite, et un anneau cohérent est un anneau cohérent à gauche qui est cohérent à droite[2].

- Par exemple un anneau de polynômes à un nombre infini d'indéterminées à coefficients dans un anneau commutatif noethérien est cohérent, mais n'est pas noethérien[3].

### Propriétés
Soit {\displaystyle R} un anneau.
- Soit {\displaystyle M} un {\displaystyle R}-module à gauche. Les conditions suivantes sont équivalentes[4]:

1. {\displaystyle M} est cohérent à gauche.
2. {\displaystyle M} est de type fini et pour tout entier {\displaystyle n\geq 0}, le noyau de tout homomorphisme de {\displaystyle R}-modules à gauche {\displaystyle R^{n}\longrightarrow M} est de type fini.
3. {\displaystyle M} est de type fini et pour tout {\displaystyle R}-module à gauche {\displaystyle N} de type fini, pour tout homomorphisme {\displaystyle f:N\rightarrow M}, {\displaystyle \ker(f)} est de type fini.

- En outre, les conditions suivantes sont équivalentes[2],[5]:

1. {\displaystyle R} est cohérent à gauche.
2. Tout sous-module de type fini d'un {\displaystyle R}-module libre à gauche de type fini est de présentation finie.
3. Tout {\displaystyle R}-module à gauche de présentation finie est cohérent.
4. Pour tout entier {\displaystyle n}, le noyau de tout homomorphisme de {\displaystyle R}-modules à gauche {\displaystyle R^{n}\longrightarrow R} est de type fini.

- Un anneau noethérien à gauche est cohérent à gauche.

### Anneaux de Sylvester cohérents
- Soit {\displaystyle R} un anneau d'Ore. Cet anneau est un anneau de Sylvester cohérent à droite si, et seulement si l'annulateur à droite de toute matrice ligne (ou de toute matrice) finie à éléments dans {\displaystyle R} est libre[6].

- Par exemple, un anneau de Bézout à droite est un anneau de Sylvester cohérent à droite.

- Un anneau de Sylvester commutatif {\displaystyle R} est cohérent si, et seulement si {\displaystyle R} est un anneau à pgcd[7].

- Soit {\displaystyle D} un ouvert simplement connexe du plan complexe. L'anneau de Hardy {\displaystyle H^{\infty }\left(D\right)} des fonctions analytiques bornées dans {\displaystyle D} est un anneau de Sylvester cohérent qui n'est pas un anneau de Bézout[8].

## Généralisation dans les catégories de Grothendieck

### Catégories de Grothendieck
On appelle catégorie de Grothendieck une catégorie abélienne {\displaystyle {\mathfrak {C}}} qui admet des coproduits arbitraires, a une famille de générateurs {\displaystyle \left(G_{i}\right)_{i\in I}}, et satisfait à la condition AB5): si {\displaystyle A} est un objet de {\displaystyle {\mathfrak {C}}}, si {\displaystyle A'} est un sous-objet de {\displaystyle A}, et si {\displaystyle \left(A_{i}\right)_{i\in I}} est une famille filtrante croissante de sous-objets de {\displaystyle A}, alors
{\displaystyle \bigcup \nolimits _{i\in I}\left(A^{\prime }\cap A_{i}\right)=A^{\prime }\cap \left(\bigcup \nolimits _{i\in I}A_{i}\right)}.

### Exemples
- La catégorie {\displaystyle _{R}Mod} des modules à gauche sur un anneau {\displaystyle R} est une catégorie de Grothendieck ayant pour générateur le module {\displaystyle _{R}R}.

- Soit {\displaystyle X} un espace topologique, {\displaystyle {\mathcal {O}}_{X}} un faisceau d'anneaux sur {\displaystyle X} et {\displaystyle _{{\mathcal {O}}_{X}}\mathbf {Mod} } la catégorie des faisceaux de {\displaystyle {\mathcal {O}}_{X}}-modules à gauche sur {\displaystyle X}.  Cette catégorie {\displaystyle _{{\mathcal {O}}_{X}}\mathbf {Mod} } est une catégorie de Grothendieck[10].  Une famille de générateurs dans {\displaystyle _{{\mathcal {O}}_{X}}\mathbf {Mod} } est constituée des faisceaux induits {\displaystyle \left.{\mathcal {O}}_{X}\right\vert U} où {\displaystyle U} décrit l'ensemble des ouverts de {\displaystyle X}[11].

### Objets cohérents
- Soit {\displaystyle {\mathfrak {C}}} une catégorie de Grothendieck. Un objet {\displaystyle A} de {\displaystyle {\mathfrak {C}}} est dit de type fini si pour toute famille filtrante croissante {\displaystyle \left(A_{i}\right)_{i\in I}} de {\displaystyle A} telle que {\displaystyle \bigcup \nolimits _{i\in I}A_{i}=A}, il existe un indice {\displaystyle j} pour lequel {\displaystyle A_{i}=A}. Un objet {\displaystyle A} de {\displaystyle {\mathfrak {C}}} est dit cohérent s'il est de type fini et si pour tout morphisme {\displaystyle f:B\rightarrow A} où {\displaystyle B} est de type fini, {\displaystyle \ker(f)} est de type fini[12].

- Soit {\displaystyle {\mathfrak {C}}} une catégorie de Grothendieck ayant pour générateur l'objet {\displaystyle G} et

{\displaystyle 0\longrightarrow A^{\prime }\longrightarrow A\longrightarrow A^{\prime \prime }\longrightarrow 0}
une suite exacte courte dans {\displaystyle {\mathfrak {C}}}. Si deux objets de cette suite sont cohérents, il en va de même du troisième. En outre, un objet {\displaystyle A} est de type fini si, et seulement s'il existe une suite exacte
{\displaystyle \coprod \nolimits _{i\in J}G_{i}\longrightarrow A\longrightarrow 0}
où {\displaystyle J\subset I} est un ensemble fini d'indices, et {\displaystyle A} est cohérent si, et seulement s'il est de type fini et pour tout morphisme {\displaystyle \coprod \nolimits _{i\in J}G_{i}\longrightarrow A}, où {\displaystyle J\subset I} est fini, il existe une suite exacte
{\displaystyle \coprod \nolimits _{i\in K}G_{i}\longrightarrow \coprod \nolimits _{i\in J}G_{i}\longrightarrow A\longrightarrow 0}
où {\displaystyle K\subset I} est fini.
La sous-catégorie pleine de {\displaystyle {\mathfrak {C}}} formée de tous les objets cohérents, notée {\displaystyle Coh{\mathfrak {C}}}, est abélienne et l'injection {\displaystyle Coh{\mathfrak {C}}\longrightarrow {\mathfrak {C}}} est exacte.

### Exemples
- Dans la catégorie {\displaystyle _{R}Mod}, les objets de type fini (resp. cohérents) sont les modules de type fini (resp. cohérents).

- Dans la catégorie {\displaystyle _{{\mathcal {O}}_{X}}\mathbf {Mod} }, les objets de type fini (resp. cohérents) sont les {\displaystyle {\mathcal {O}}_{X}}-modules de type fini (resp. cohérents).

### Faisceaux cohérents d'anneaux
- Un faisceau d'anneaux {\displaystyle {\mathcal {O}}_{X}} est dit cohérent à gauche si pour tout ouvert {\displaystyle U\subset X} et tout homomorphisme {\displaystyle \left.{\mathcal {O}}_{X}^{n}\right\vert U\longrightarrow \left.{\mathcal {O}}_{X}\right\vert U} de {\displaystyle \left.{\mathcal {O}}_{X}\right\vert U}-modules à gauche, le noyau de cet homomorphisme est de type fini[14].

- On a alors le résultat suivant[15]: soit {\displaystyle {\mathcal {O}}_{X}} un faisceau d'anneaux cohérents à gauche. Pour qu'un faisceau de {\displaystyle {\mathcal {O}}_{X}}-modules à gauche {\displaystyle {\mathcal {F}}} soit cohérent, il faut et il suffit que, localement, il soit isomorphe au conoyau d'un homomorphisme de {\displaystyle {\mathcal {O}}_{X}}-modules à gauche {\displaystyle {\mathcal {O}}_{X}^{q}\longrightarrow {\mathcal {O}}_{X}^{p}}, i.e., pour tout ouvert non vide {\displaystyle U} de {\displaystyle X} il existe une suite exacte

{\displaystyle \left.{\mathcal {O}}_{X}^{q(U)}\right\vert U\longrightarrow \left.{\mathcal {O}}_{X}^{p(U)}\right\vert U\rightarrow \left.{\mathcal {F}}\right\vert U\longrightarrow 0}.